# Bill Westwood
Bill Westwood ist der im Radio gebrauchte Name von William John Westwood (* 28. Dezember 1925 in Saul, Gloucestershire; † 15. September 1999, Cottingham, East Riding of Yorkshire). William Westwood war ein britischer, anglikanischer Theologe und Bischof von Peterborough.
Bill Westwood wuchs in Wrexham auf und besuchte dort die Wrexham Grammar School. Westwood leistete seinen Wehrdienst nach dem Ende des Zweiten Weltkrieges in Süd-Ost-Asien ab und studierte danach am Emmanuel College an der Universität Cambridge. Seine Ausbildung zum Priester erhielt er danach am Westcott House in Cambridge. Seine erste Priesterstelle trat er in Hull an. Danach hatte er eine Pfarrstelle in Lowestoft und dann in Norwich. In Norwich, dem Stammsitz von Anglia TV kam er durch regionale Fernseh- und Radioprogramme das erste Mal in Kontakt mit den Medien in seiner Rolle als Priester. Westwood war in seinen Gemeinden bereits vorher dadurch aufgefallen, dass er es verstand, Gottesdienste so zu gestalten, dass die Zahl der Gottesdienstbesucher anstieg, da die Gottesdienste die gesamte Familie ansprachen und seine Predigten auch inhaltlich sehr gelobt wurden.
1975 übernahm Bill Westwood die Position des Bischofs von Edmonton in der Diözese London, die einen großen Teil des Norden Londons abdeckt. Während seiner Zeit in London wurde er landesweit als Bill Westwood bekannt, da er regelmäßig in einer von Terry Wogan präsentierten morgendlichen Radioshow in den Beiträgen unter dem Titel Pause For Thought bei BBC Radio 2 zu hören war. Westwood, verstand es nicht nur die Radiohörer in den kurzen Beiträgen als Mann des Volkes anzusprechen, er war auch ein guter Gesprächspartner für den für seine Ironie und Sarkasmus bekannten Wogan.
1984 übernahm Westwood die Stellung des Bischofs der Diözese Peterborough. In politischen wie auch theologischen Fragen war Westwood konservativ und damit der wohl einzige Bischof, der die Politik Margaret Thatchers unterstützte, wie er auch selbst bemerkte. Mit der Übernahme seines Amtes in Peterborough verband man jedoch die Hoffnung, dass er die Strukturen des Bistums modernisieren werde, was ihm auch erfolgreich gelang. Trotz seiner konservativen Grundhaltung setzte er sich für das in der Kirche sehr umstrittene Priesteramt für Frauen ein.  Als Bischof von Peterborough war er von 1989 bis zu seinem Eintritt in den Ruhestand 1995 ein Mitglied des House of Lords. Mit dem Wechsel nach Peterborough veränderte sich auch Westwoods Präsenz in den Medien. Westwood begann Beiträge für das BBC Radio 4 Programm Thought For The Day zu sprechen. Hier wurde er nun als William Westwood präsentiert und seine kurzen Sendungen wurden von einer priesterlichen Würde und tieferen Gedanken geprägt, in denen aber auch seine Liebe zur Poesie erkennbar war. Westwoods Beiträge waren sehr beliebt bei den Hörern und er setzte seine Arbeit für BBC Radio 4 auch nach seinem Eintritt in den Ruhestand fort. Sein letzter Beitrag wurde 14 Tage vor seinem Tod gesendet.
Bill Westwood war verheiratet, er hatte einen Sohn, den Hip-Hop-DJ Tim Westwood, und eine Tochter.

## Trivia
1996 urteilte ein Kirchengericht, das eine Kirche in Oundle, Northamptonshire einen Wasserspeier mit dem Gesicht Bill Westwoods anbringen dürfte.